# Дыждино
Дыждино (болг. Дъждино) — село в Болгарии. Находится в Кырджалийской области, входит в общину Кырджали. Население составляет 338 человек.

## Политическая ситуация
В местном кметстве Македонци, в состав которого входит Дыждино, должность кмета (старосты) исполняет Дургут Дурали Ахмед (Движение за права и свободы (ДПС)) по результатам выборов.
Кмет (мэр) общины Кырджали — Хасан Азис (Движение за права и свободы (ДПС)) по результатам выборов.